# Per Nordblad
Per Nordblad, född 1949, är teknologie doktor och professor i fasta tillståndets fysik vid Uppsala universitet. Nordblad är en ledande expert på elektriska och magnetiska egenskaper hos halvledare och andra material speciellt vid mycket låga temperaturer. Han är författare eller medförfattare till ett stort antal vetenskapliga rapporter och en internationellt anlitad föreläsare. Se även släktartikel Nordblad.